# مؤتمر باندونغ
مؤتمر باندونغ، (بالإنجليزية: Bandung Conference) أو (بالإنجليزية: Asian-African or Afro-Asian Conference)
24 أبريل 1955 (26 شعبان 1374 هـ) - عقد «مؤتمر باندونغ» بذراع القوة، والذي حضرته وفود 29 دولة أفريقية وآسيوية، واستمر لمدة ستة أيام، وكان النواةَ الأولى لنشأة حركة عدم الانحياز.
عقد في مدينة باندونغ الاندونيسية عام 1955 وشارك فيه الرئيس عبد الناصر بالإضافة إلى رئيس وزراء الهند جواهر لال نهرو وجوزيف تيتو رئيس يوغسلافيا والرئيس السوداني إسماعيل الأزهري و جبهة التحرير الوطني كملاحظ. تبنى المؤتمر مجموعة من القرارات لصالح القضايا العربية وضد الاستعمار.

## الظروف المحيطة
انتهت الحرب العالمية الثانية بكل مآسيها وأحزانها، وشهد العالم تشكل نظام دولي جديد يتسم بالقطبية الثنائية ؛ حيث ظهرت على المسرح العالمي الولايات المتحدة والاتحاد السوفيتي، وبدأ العالم يدخل مرحلة جديدة من تاريخه عُرفت بالحرب الباردة، فتشكلت أحلاف عسكرية استقطب فيها كل من المعسكرين الشيوعي والرأسمالي الدول التي تدور في فلكه، وفي ظل هذا الاستقطاب الشديد كانت بواعث حركة عدم الانحياز تولد ؛ فمنذ مطلع الخمسينيات شهد العالم أكبر حركة تحريرية في تاريخه المعاصر تمثلت في استقلال جزء كبير من المستعمرات في آسيا وأفريقيا وأمريكا اللاتينية، وبدأت هذه الدول تطالب بمكان لها في المسرح العالمي، وجمعتها قواسم مشتركة أهمها: معارضتها لسياسة الارتباط بأي من المعسكرين الشيوعي والرأسمالي، ورغبتها في الوقوف بعيدًا عن سياسات الحرب الباردة وتكتلاتها وأحلافها، وسعت هذه الدول لتحقيق التنمية الاقتصادية والاجتماعية والثقافية، وإيجاد أسس جديدة للعلاقات الدولية تضع نهاية للسيطرة الأجنبية بكافة صورها وأشكالها.

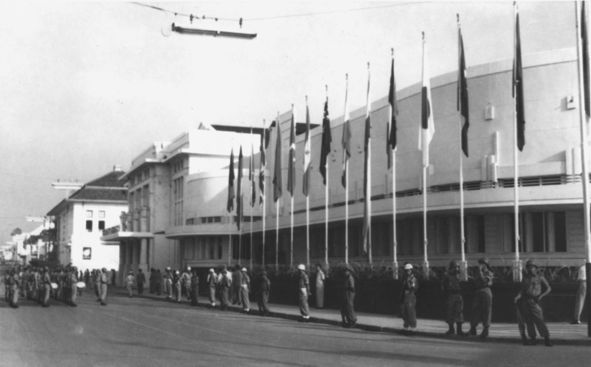
لقطة للمبنى الذي عقد فيه مؤتمر باندونگ في إندونيسيا 1955

## انعقاد المؤتمر
سعت الدول الآسيوية إلى تشكيل منظمة إقليمية تجمعها، وعقدت مؤتمر العلاقات الآسيوية في نيودلهي عام 1943، إلا أن تباين وجهات النظر بين الوفود حال دون تشكل هذه المنظمة، ثم ما لبثت الهند وباكستان وإندونيسيا أن دعوا إلى الدعوة لعقد مؤتمر في باندونغ، اتسعت قاعدة عضويته لوفود أفريقية وآسيوية، وبدأ المؤتمر في 18 إبريل 1955، واستمر لمدة ستة أيام، وحضرته وفود (29) دولة، وكان هذا المؤتمر بمثابة نقطة الانطلاق الأولى لحركة عدم الانحياز، وساد بين الحضور روح من التفاهم أُطلق عليها آنذاك «روح باندونغ»، غير أن مفهوم عدم الانحياز إلى أي من القوتين العظميين لم يكن في حد ذاته هو المعيار الذي مع هذه الوفود، إذ كان بينها بعض الدول التي ترتبط بتحالفات وثيقة مع الولايات المتحدة أو الاتحاد السوفيتي ؛ فكانت هناك الصين ذات الارتباط الوثيق بالاتحاد السوفيتي، واليابان ذات الولاء للولايات المتحدة، ومع تراشق الاتهامات الحادة بين بعض الوفود المشاركة خاصة بين الصين وباكستان حول تزايد الخطر الشيوعي، أكد للوفود أهمية وضرورة عدم الانحياز لأي من القوتين ؛ وهو ما يفسر أعمال دعوة بعض الدول المرتبطة بتحالفات مع المعسكر الشيوعي أو الرأسمالي للحضور في مؤتمر بلغراد سنة 1961.

## مبادئ مؤتمر باندونغ
لم تحُل الانتماءات السياسية المتعارضة بين الدول الحضور في باندوج دون صياغة عشرة مبادئ تُعد ميثاقا للعلاقات بين هذه الدول، ومن أهمها:
- احترام حقوق الإنسان.
- سيادة جميع الدول ووحدتها.
- عدم التدخل في شؤونها.
- تسوية المنازعات بالطرق السلمية.
- تنمية المصالح المتبادلة بينها والتعاون.
ونتج عن مؤتمر باندونغ توطيد العلاقات الشخصية بين بعض زعماء الدول الحضور؛ فقد كان باندونغ أول رحلة للرئيس المصري جمال عبد الناصر خارج مصر بعد نجاح ثورة يوليو، فتوطدت العلاقات بينه وبين الزعيم الهندي نهرو.

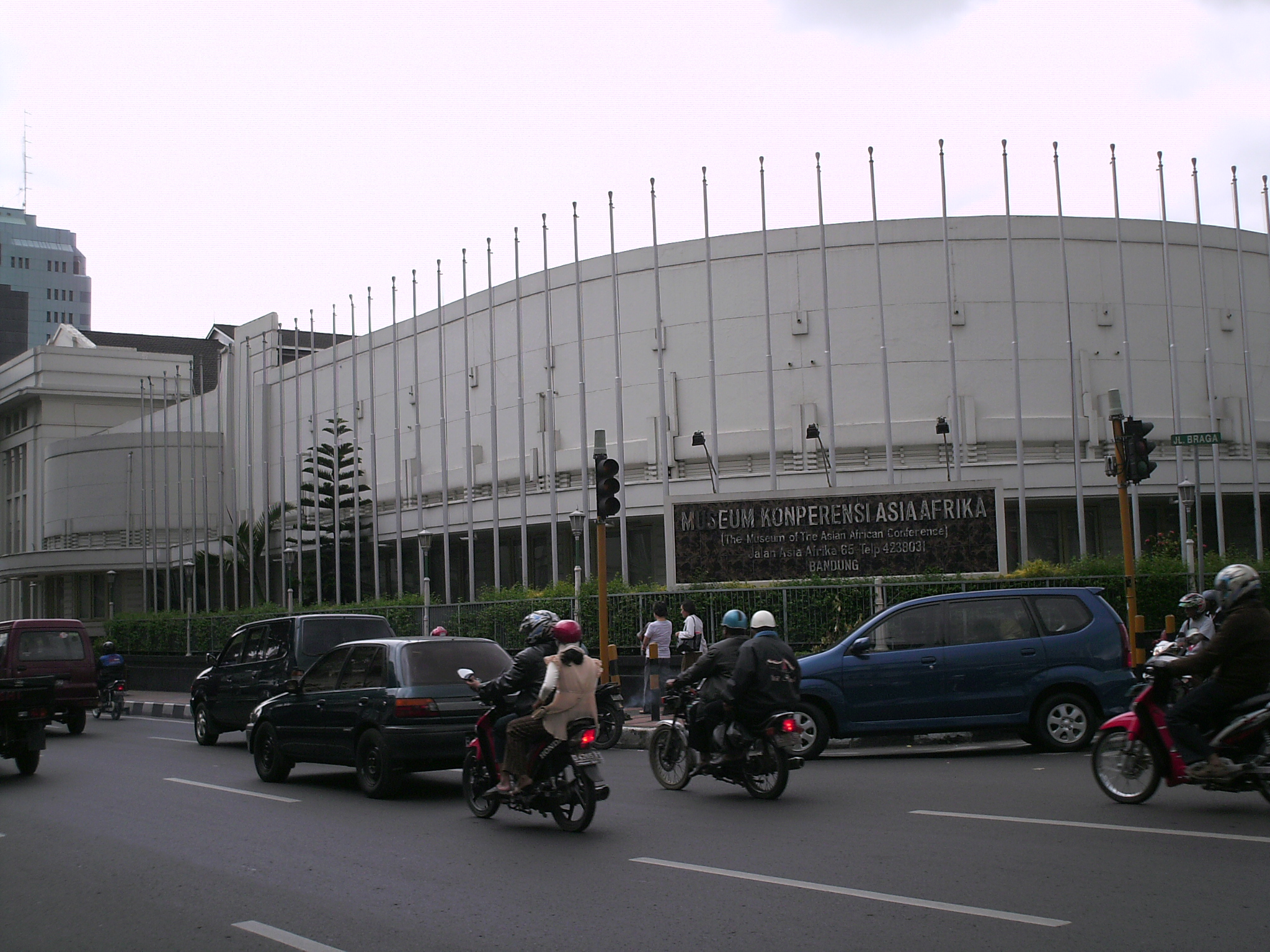
المبنى الذي عقد فيه مؤتمر باندونگ حاليا وقد تحول لمتحف 2007

## حركة عدم الانحياز
ترجع تسمية عدم الانحياز إلى خطاب ألقاه نهرو في أبريل 1955 حيث رأى في عدم الانحياز هوية مستقلة ودورًا إيجابيًا نشطًا، وليس موقفًا سلبيا إزاء التكتلات الخارجية.
ومع امتداد النصف الثاني من الخمسينيات تبلورت لحركة عدم الانحياز قيادة ثلاثية ضمت: نهرو، والرئيس اليوغسلافي تيتو، وجمال عبد الناصر، واستفادت هذه القيادات من تصدرها لحركة عدم الانحياز في خدمة تطلعاتها القومية ؛ فتيتو وجد في الحركة عنصرًا مؤازرًا له بعد قطيعته مع الاتحاد السوفيتي، أما نهرو فوجد فيها عونًا له في مواجهة التهديدات الصينية، وضغوط الأحلاف العسكرية الأمريكية في آسيا. أما عبد الناصر فكان يحتاج إلى مساندة عالمية له أثناء صعوده إلى السلطة -خاصة أنه حديث عهد بها- يضمن له استقلال مصر.